# (37094) 2000 UD87
2000 UD87 (asteroide 37094) é um asteroide da cintura principal. Possui uma excentricidade de 0.07614580 e uma inclinação de 5.09915º.
Este asteroide foi descoberto no dia 31 de outubro de 2000 por LINEAR em Socorro.